# Formule 3 Euro Series 2011

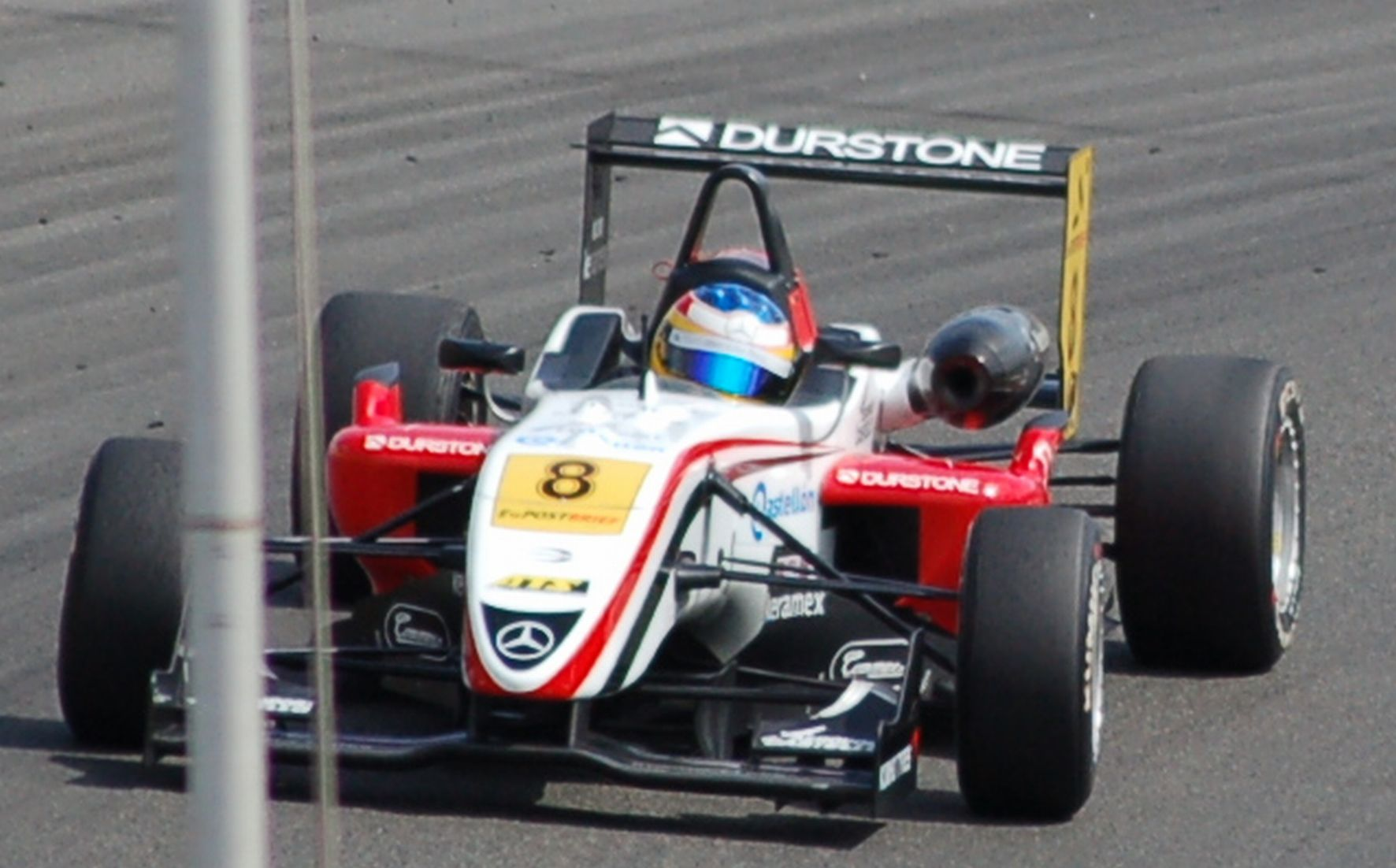
Roberto Merhi à Zandvoort, 2011

Le championnat de Formule 3 Euro Series 2011 se déroule du 2 avril au 23 octobre 2011.

## Règlement sportif
- La série adopte un nouveau format introduit en 2010 dans le Championnat de Grande-Bretagne de Formule 3, avec trois courses le week-end, dont deux le samedi et la course finale le dimanche.

## Engagés
| Équipe           | Voiture                   | No. | Pilote              | Cat. | Manches  |
| ---------------- | ------------------------- | --- | ------------------- | ---- | -------- |
| Signature        | Dallara F308 Volkswagen   | 1   | Marco Wittmann      | FIA  | toutes   |
| Signature        | Dallara F309 Volkswagen   | 2   | Laurens Vanthoor    | FIA  | toutes   |
| Signature        | Dallara F308 Volkswagen   | 9   | Carlos Muñoz        | FIA  | toutes   |
| Signature        | Dallara F308 Volkswagen   | 10  | Daniel Abt          | FIA  | toutes   |
| Signature        | Dallara F309 Volkswagen   | 38  | Carlos Sainz Jr.    | R    | 9        |
| Mücke Motorsport | Dallara F308 Mercedes/HWA | 3   | Nigel Melker        | R    | 1–6, 8–9 |
| Mücke Motorsport | Dallara F308 Mercedes/HWA | 4   | Felix Rosenqvist    |      | toutes   |
| Mücke Motorsport | Dallara F308 Mercedes/HWA | 35  | Marco Sørensen      |      | 7        |
| Mücke Motorsport | Dallara F308 Mercedes/HWA | 37  | Facundo Regalia     |      | 9        |
| Motopark         | Dallara F308 Volkswagen   | 5   | Jimmy Eriksson (en) |      | toutes   |
| Motopark         | Dallara F308 Volkswagen   | 6   | Kimiya Sato         | FIA  | toutes   |
| Motopark         | Dallara F308 Volkswagen   | 11  | Gianmarco Raimondo  |      | 1–3      |
| Motopark         | Dallara F308 Volkswagen   | 31  | Tom Dillmann        |      | 4        |
| Motopark         | Dallara F309 Volkswagen   | 36  | Artem Markelov      | R    | 9        |
| Prema Powerteam  | Dallara F309 Mercedes/HWA | 7   | Daniel Juncadella   | FIA  | toutes   |
| Prema Powerteam  | Dallara F308 Mercedes/HWA | 8   | Roberto Merhi       | FIA  | toutes   |
| Prema Powerteam  | Dallara F308 Mercedes/HWA | 11  | Gianmarco Raimondo  |      | 4–9      |
| STAR Racing Team | Dallara F308 Volkswagen   | 12  | Kuba Giermaziak     | R    | 1–6      |
| Carlin           | Dallara F308 Volkswagen   | 30  | Jazeman Jaafar      | FIA  | 2        |
| Carlin           | Dallara F308 Volkswagen   | 31  | Tom Dillmann        |      | 2        |
| Carlin           | Dallara F308 Volkswagen   | 32  | Carlos Huertas      | FIA  | 2        |
| HS Engineering   | Dallara F308 Volkswagen   | 33  | Alon Day            |      | 5, 7     |
| Jo Zeller Racing | Dallara F306 Mercedes/HWA | 34  | Sandro Zeller       |      | 2, 5     |
| Jo Zeller Racing | Dallara F308 Mercedes/HWA | 34  | Sandro Zeller       | 9    |          |

| Icône | Légende                         |
| ----- | ------------------------------- |
| R     | Rookie Cup (meilleur débutant)  |
| FIA   | Trophée International de F3 FIA |

## Courses de la saison 2011[1]
| Manche | Manche | Circuit                | Date         | Pole position     | Meilleur tour     | Pilote vainqueur  | Écurie vainqueur |
| ------ | ------ | ---------------------- | ------------ | ----------------- | ----------------- | ----------------- | ---------------- |
| 1      | 1      | Circuit Paul-Ricard    | 2 avril      | Roberto Merhi     | Marco Wittmann    | Nigel Melker      | Mücke Motorsport |
| 1      | 2      | Circuit Paul-Ricard    | 2 avril      |                   | Daniel Juncadella | Roberto Merhi     | Prema Powerteam  |
| 1      | 3      | Circuit Paul-Ricard    | 3 avril      | Roberto Merhi     | Daniel Abt        | Daniel Juncadella | Prema Powerteam  |
| 2      | 1      | Hockenheimring         | 30 avril     | Roberto Merhi     | Roberto Merhi     | Roberto Merhi     | Prema Powerteam  |
| 2      | 2      | Hockenheimring         | 30 avril     |                   | Roberto Merhi     | Daniel Juncadella | Prema Powerteam  |
| 2      | 3      | Hockenheimring         | 1er mai      | Marco Wittmann    | Roberto Merhi     | Roberto Merhi     | Prema Powerteam  |
| 3      | 1      | Circuit de Zandvoort   | 14 mai       | Nigel Melker      | Marco Wittmann    | Nigel Melker      | Mücke Motorsport |
| 3      | 2      | Circuit de Zandvoort   | 14 mai       |                   | Felix Rosenqvist  | Kimiya Sato       | Motopark         |
| 3      | 3      | Circuit de Zandvoort   | 15 mai       | Marco Wittmann    | Marco Wittmann    | Marco Wittmann    | Signature        |
| 4      | 1      | Österreichring         | 4 juin       | Daniel Juncadella | Felix Rosenqvist  | Roberto Merhi     | Prema Powerteam  |
| 4      | 2      | Österreichring         | 4 juin       |                   | Roberto Merhi     | Roberto Merhi     | Prema Powerteam  |
| 4      | 3      | Österreichring         | 5 juin       | Daniel Juncadella | Nigel Melker      | Daniel Juncadella | Prema Powerteam  |
| 5      | 1      | Norisring              | 2 juillet    | Marco Wittmann    | Marco Wittmann    | Nigel Melker      | Mücke Motorsport |
| 5      | 2      | Norisring              | 2 juillet    |                   | Roberto Merhi     | Marco Wittmann    | Signature        |
| 5      | 3      | Norisring              | 3 juillet    | Marco Wittmann    | Roberto Merhi     | Marco Wittmann    | Signature        |
| 6      | 1      | Nürburgring            | 6 août       | Daniel Juncadella | Roberto Merhi     | Roberto Merhi     | Prema Powerteam  |
| 6      | 2      | Nürburgring            | 6 août       |                   | Daniel Juncadella | Roberto Merhi     | Prema Powerteam  |
| 6      | 3      | Nürburgring            | 7 août       | Daniel Juncadella | Daniel Juncadella | Daniel Juncadella | Prema Powerteam  |
| 7      | 1      | Circuit de Silverstone | 10 septembre | Roberto Merhi     | Roberto Merhi     | Roberto Merhi     | Prema Powerteam  |
| 7      | 2      | Circuit de Silverstone | 10 septembre |                   | Marco Sørensen    | Marco Sørensen    | Mücke Motorsport |
| 7      | 3      | Circuit de Silverstone | 11 septembre | Roberto Merhi     | Roberto Merhi     | Marco Wittmann    | Signature        |
| 8      | 1      | Circuit de Valencia    | 1er octobre  | Nigel Melker      | Nigel Melker      | Nigel Melker      | Mücke Motorsport |
| 8      | 2      | Circuit de Valencia    | 1er octobre  |                   | Marco Wittmann    | Marco Wittmann    | Signature        |
| 8      | 3      | Circuit de Valencia    | 2 octobre    | Roberto Merhi     | Roberto Merhi     | Roberto Merhi     | Prema Powerteam  |
| 9      | 1      | Circuit d'Hockenheim   | 22 octobre   | Roberto Merhi     | Felix Rosenqvist  | Roberto Merhi     | Prema Powerteam  |
| 9      | 2      | Circuit d'Hockenheim   | 22 octobre   |                   | Felix Rosenqvist  | Felix Rosenqvist  | Mücke Motorsport |
| 9      | 3      | Circuit d'Hockenheim   | 23 octobre   | Roberto Merhi     | Felix Rosenqvist  | Roberto Merhi     | Prema Powerteam  |

## Classement des pilotes
| Classement | Pilote             | Pays      | Voiture            | Écurie           | Nombre de points |
| ---------- | ------------------ | --------- | ------------------ | ---------------- | ---------------- |
| 1er        | Roberto Merhi      | Espagne   | Dallara-Mercedes   | Prema Powerteam  | 406              |
| 2e         | Marco Wittmann     | Allemagne | Dallara-Volkswagen | Signature        | 285              |
| 3e         | Daniel Juncadella  | Espagne   | Dallara-Mercedes   | Prema Powerteam  | 280              |
| 4e         | Nigel Melker       | Pays-Bas  | Dallara-Mercedes   | Mücke Motorsport | 251              |
| 5e         | Felix Rosenqvist   | Suède     | Dallara-Mercedes   | Mücke Motorsport | 219              |
| 6e         | Laurens Vanthoor   | Belgique  | Dallara-Volkswagen | Signature        | 189              |
| 7e         | Daniel Abt         | Allemagne | Dallara-Volkswagen | Signature        | 150              |
| 8e         | Carlos Muñoz       | Colombie  | Dallara-Volkswagen | Signature        | 105              |
| 9e         | Jimmy Erikson      | Suède     | Dallara-Volkswagen | Motopark         | 93               |
| 10e        | Kimiya Sato        | Japon     | Dallara-Volkswagen | Motopark         | 86               |
| 11e        | Gianmarco Raimondo | Canada    | Dallara-Mercedes   | Motopark         | 66               |
| 12e        | Kuba Giermaziak    | Pologne   | Dallara-Volkswagen | STAR Racing Team | 29               |